# 東平内村
東平内村（ひがしひらないむら）は、かつて青森県にあった村。

## 地理
北側は陸奥湾に面している。
- 河川：堀替川
- 山岳：松倉山
- 池沼：田の沢溜池、中村溜池

## 沿革
- 1889年（明治22年）4月1日 - 町村制施行により東津軽郡清水川村、狩場沢村、口広村、薬師野村、松野木村、外童子村が合併し、東平内村が発足。
- 1955年（昭和30年）3月31日 - 東津軽郡小湊町、西平内村と合併し、平内町となり消滅[1]。

## 村長
- 小泉辰之助：1905年 - 1909年[2]

## 公共施設など

### 鉄道
- 国鉄東北本線
  - 清水川駅- 狩場沢駅

### 教育
- 東平内中学校
- 東小学校

### 金融
- 東平内郵便局 - 合併後の1956年（昭和31年）6月10日に清水川郵便局と改称